# Adam Zieliński (prawnik)
Adam Stanisław Zieliński (ur. 28 czerwca 1931 w Pruszkowie, zm. 14 listopada 2022) – polski prawnik, profesor nauk prawnych, specjalista z zakresu prawa cywilnego, profesor zwyczajny na Uniwersytecie Warszawskim, w latach 1982–1992 prezes Naczelnego Sądu Administracyjnego, poseł na Sejm kontraktowy (X kadencji), w latach 1996–2000 rzecznik praw obywatelskich.

## Życiorys
Ukończył studia na Wydziale Prawa i Administracji Uniwersytetu Warszawskiego. W 1968 uzyskał stopień naukowy doktora nauk prawnych, w 1975 otrzymał stopień doktora habilitowanego. W 1989 uzyskał tytuł naukowy profesora nauk prawnych.
W latach 1955–1982 orzekał w sądzie powiatowym, a następnie w Sądzie Okręgowym dla m.st. Warszawy. Pracował także w Ministerstwie Sprawiedliwości jako dyrektor departamentu prawnego (od 1970). W latach 1982–1992 zajmował stanowiska sędziego i prezesa Naczelnego Sądu Administracyjnego (NSA). Zrezygnował ze stanowiska prezesa po tym, jak prezydent Lech Wałęsa wyraził oczekiwanie, jak NSA ma rozstrzygnąć jedną ze spraw. Zasiadał w Radzie Legislacyjnej przy prezesie Rady Ministrów (1976–1984 i 1986–1989), pełnił funkcję członka Rady Konsultacyjnej przy przewodniczącym Rady Państwa Wojciechu Jaruzelskim, a także był członkiem Rady Ochrony Pamięci Walk i Męczeństwa (1988–1990). W 1989 wszedł w skład działającej przy ROPWiM Komisji do spraw Upamiętnienia Ofiar Represji Okresu Stalinowskiego.
W wyborach w tym samym roku uzyskał mandat posła na Sejm kontraktowy z ramienia Polskiej Zjednoczonej Partii Robotniczej. Został wybrany w pierwszej turze głosowania jako jeden z dwóch (obok Mikołaja Kozakiewicza) kandydatów z 35-osobowej listy krajowej. Przewodniczył Komisji Odpowiedzialności Konstytucyjnej, ponadto zasiadał w Komisji Konstytucyjnej i Komisji Ustawodawczej oraz w trzech komisjach nadzwyczajnych. Na koniec kadencji pozostawał posłem niezrzeszonym.
W latach 1994–1995 pełnił funkcję sekretarza stanu w Ministerstwie Sprawiedliwości. W 1996 wybrano go na stanowisko rzecznika praw obywatelskich. W 2000 został zastąpiony przez profesora Andrzeja Zolla.
Był pracownikiem naukowym Instytutu Prawa Cywilnego Wydziału Prawa i Administracji Uniwersytetu Warszawskiego i członkiem Komitetu Nauk Prawnych PAN. Wchodził w skład Rady Naukowej Instytutu Wymiaru Sprawiedliwości.
Został  pochowany na cmentarzu Powązkowskim w Warszawie.

## Życie prywatne
Był żonaty z Katarzyną Sójką-Zielińską (1931–2019), z którą miał syna Macieja Zielińskiego (1957–2016), doktora nauk prawnych i radcę prawnego.

## Odznaczenia
- Krzyż Komandorski z Gwiazdą Orderu Odrodzenia Polski (2005)[8]
- Krzyż Komandorski Orderu Odrodzenia Polski (dwukrotnie, 1978 i 1984)
- Złoty Krzyż Zasługi (1964)